# 클로나제팜
클로나제팜(Clonazepam, 상품명으로 '리보트릴' 등이 사용된다)은 스위스 로슈(Roche)사가 개발한 항경련제로. 발작, 공황 장애, 정좌불능증이라고 불리는 운동장애에 처방하는 벤조디아제핀계통의 향정신성의약품이다. 클로나제팜은 1시간 이내로 효과가 발휘되며, 6시간에서 12시간까지 효력이 발휘된다.
다른 벤조디아제핀계통과 같이, 클로나제팜도 오랜 기간 이용할시, 벤조디아제핀에 대한 내성 및, 의존 그리고 갑자기 끊게 되면 금단증상을 일으킨다. 4주이상 클로나제팜을 복용한 사람들중 1/3이 금단증상을 보이기도 하였다. 또한 우울증이 있는 환자의 경우에는 자살위험성을 증대시킨다. 또한 임산부가 클로나제팜을 복용시 태아에게도 악영항을 끼칠수 있다 클로나제팜은 GABAA 수용기를 둘러싸며, GABA 신경전달물질의 효과를 더 증대시킨다.
클로나제팜은 1964년 특허를 받았으며, 1975년에 미국에 시판되게 된다. 현재 클로나제팜은 제네릭으로 풀려있으며, 개발도상국에서의 도매가는 미국 달러로 환산시 한알당 0.01 달러에서 0.07달러 사이이다. 반면 미국에선 한 알당 0.4 달러에 거래된다. 대한민국의 경우, 국내 업체에서 이를 유통하는데, 환인제약과 한국 로슈이다. 종근당에서 수입하는 한국 로슈의 0.5mg 클로나제팜의 경우 의료보험 적용 대상이며, 한 알당 30원(약 0.03달러)이다. 보통 세계 여러나라에서 리보트릴을 레크리에이션 마약으로 사용한다.

## 의학적 용도
클로나제팜은 간질에 처방될수 있으며 불안 장애에도 처방할 수 있다.

## 상호작용
클로나제팜은 카르바마제핀의 혈중 농도를 감소시키며, 마찬가지로 카르바마제핀도 클로나제팜의 혈중 농도를 감소시킨다. 또한 아졸계 항진균제, 예를 들어 케토콜나졸은 클로나제팜의 신진대사를 방해할 수 있다. 클로나제팜은 또한 페니토인(diphenylhydantoin)의 농도에 영향을 미칠수 있다. 거꾸로 페니토인은 클로나제팜의 혈장내 농도를 50% 빠르게 제거해버리고, 31%이상 반감기를 줄여버릴수 있다.
또한 클로나제팜은 프리미돈의 농도와 페노바르비탈의 농도를 증가시킨다.
클로나제팜을 항우울제와 항간질제, 예를 들어, 페노바르비탈, 페니토닌 그리고 카르바마제핀, 진정제인 항히스타민제, 아편제, 항정신병제, 졸피뎀 같은 비벤조디아제핀계통 수면제, 그리고 알코올과 같이 먹게 되면 더한 진정 효과를 가져오게 된다.

## 합성

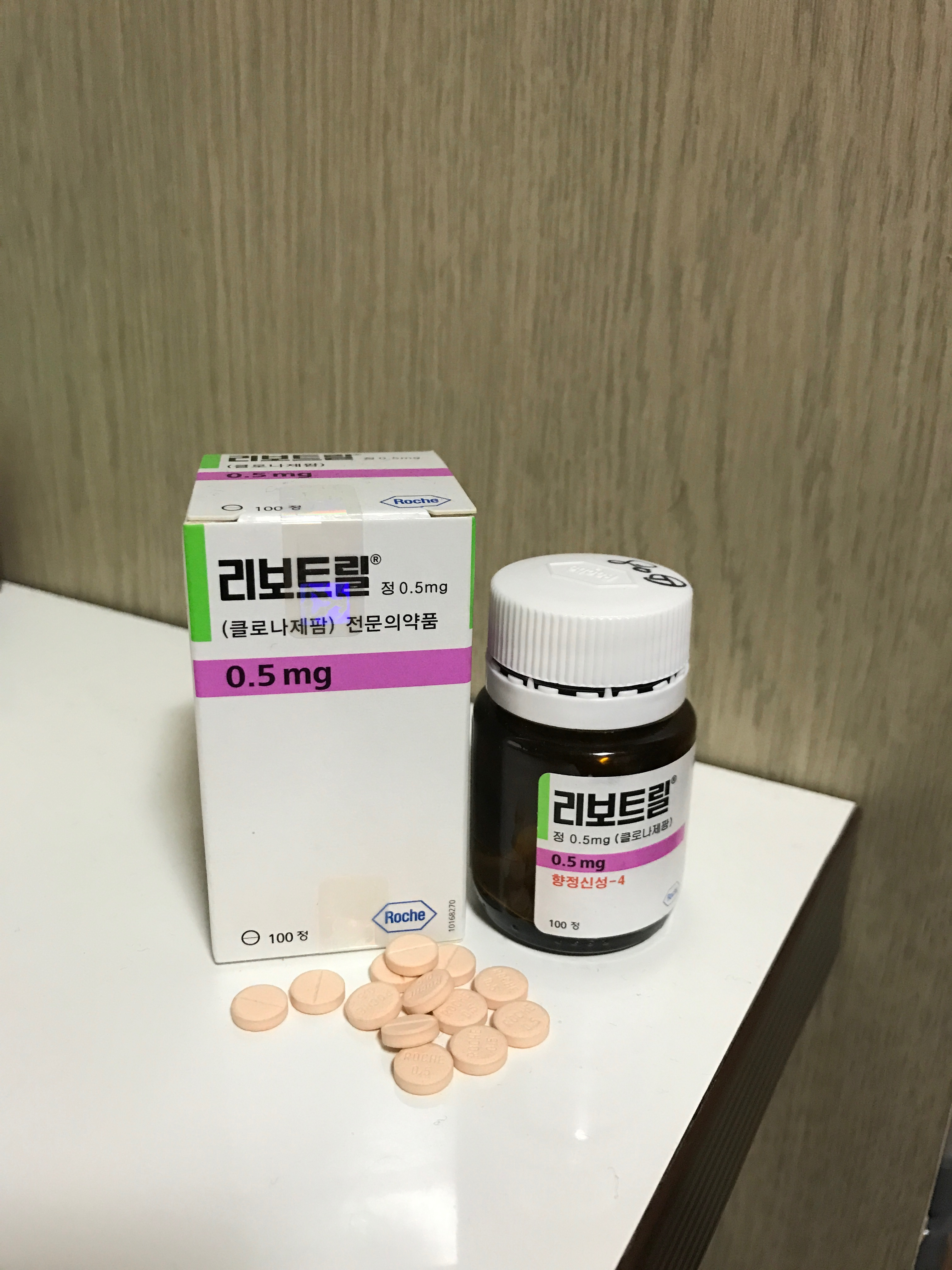
리보트릴 상자와 병(0.5mg)